# Willi Hahn (Fußballspieler)
Willi Hahn (19. Jahrhundert – nach 1913) war ein deutscher Fußballspieler. Mit seinem Verein BTuFC Viktoria 89 gewann er zweimal die Deutsche Meisterschaft, fünfmal die Berliner Meisterschaft und dreimal den Berliner Pokal.

## Karriere
Hahn gehörte von 1906 bis 1913 dem BTuFC Viktoria 89 als Abwehrspieler an, für den er in den vom Verband Berliner Ballspielvereine, von 1911 bis 1913 in den vom Verband Brandenburgischer Ballspielvereine ausgetragenen Meisterschaften, Punktspiele bestritt.
Für die „Himmelblauen“ bestritt er aufgrund der Erfolge insgesamt 13 Endrundenspiele um die Deutsche Meisterschaft. Bei seiner Premiere 1906/07, bestritt er alle drei Endrundenspiele und debütierte am 21. April 1907 beim 2:1-Viertelfinalsieg über den SC Schlesien Breslau. Nach dem 4:1-Halbfinalsieg am 9. Mai 1907 beim FC Victoria 1895 aus Hamburg erreichte er mit seiner Mannschaft das Finale, das am 19. Mai 1907 in Mannheim jedoch mit 1:3 gegen den Freiburger FC verloren wurde.
In der Folgesaison kam er ebenfalls in allen drei Endrundenspielen zum Einsatz – diesmal gewann er nach dem erfolgreichen Viertel- und Halbfinale das Finale. Dieses wurde auf dem Germania-Platz vor 4.000 Zuschauern am 7. Juni 1908 mit 3:1 gegen den FC Stuttgarter Cickers gewonnen.
Das dritte Meisterschaftsfinale in Folge verlor er mit seiner Mannschaft am 30. Mai 1909 in Breslau mit 2:4 gegen den FC Phönix Karlsruhe. Mit demselben Ergebnis aus dem Endspiel von 1908 gewann seine Mannschaft ohne ihn auch das am 4. Juni 1911 in Dresden gegen den VfB Leipzig ausgetragene Finale; mit seinem Einsatz am 21. Mai 1911, beim 4:0-Sieg im Halbfinale über Holstein Kiel, hatte er Anteil an der zweiten Meisterschaft.
1911/12 kam er am 5. und 19. Mai 1912 beim 7:0-Viertelfinalsieg und bei der 1:2-Halbfinalniederlage gegen Holstein Kiel, dem späteren Deutschen Meister, zum Einsatz. Sein letztes Endrundenspiel war das mit 1:3 verlorene Halbfinale am 27. April 1913 gegen den ebenfalls späteren Deutschen Meister, dem VfB Leipzig.

## Erfolge
- Deutscher Meister 1908, 1911
- Berliner Meister 1907, 1908, 1909, 1911, 1913
- Berliner Pokal-Sieger 1907, 1908, 1909